# Veronika Zemanová
Veronika Zemanová (* 14. April 1975 in České Budějovice, Tschechoslowakei; auch Veronica Zemanová, Eva Zemanova oder Veronica Seman, jetzt Veronika Schnetzler bzw. Schnetzlerová) ist eine tschechische Pornodarstellerin, Erotik- und Porno-Model, Fotografin und Musikerin. Sie war eines der weltweit meistgebuchten Softporno-Modelle.

## Werdegang
Aufgewachsen in einer Kleinstadt im böhmischen Teil der Tschechoslowakei, besuchte Veronika Zemanová ab 1989 das Gymnasium. Sie interessierte sich für Biologie und Kunst und wollte Biologin werden.
Nach Abschluss des Gymnasiums verbrachte sie drei Jahre auf einer Fotografenschule. Um Schule und Lebensunterhalt bestreiten zu können, arbeitete sie in vielen Gelegenheitsjobs u. a. als Kellnerin und Verkäuferin, bevor sie ihr eigenes Fotostudio eröffnete. Nachdem ihr ein Großteil der teilweise noch nicht abbezahlten Fotoausrüstung gestohlen wurde, war sie gezwungen, die Selbstständigkeit aufzugeben. Sie kaufte sich eine Schminkausrüstung und arbeitete als Assistentin für Fotografen und Maskenbildner, aber die Schminkausrüstung wurde ihr 1997 kurz danach ebenfalls gestohlen. Als sie dies ihrem Arbeitgeber mitteilte, engagierte dieser die gescheiterte Assistentin als Fotomodell. Das Fotoshooting fand in einem S&M-Schloss in Černá statt, wo sie, in Leder gekleidet, vorwiegend deutsche Männer quälen sollte, während sie fotografiert wurde. Kurz danach traf sie in Rom Stefano Santori, der später eine Website über sie veröffentlichte, die sie angeblich nie autorisiert hatte. Diese Seite befindet sich noch immer im Netz, obwohl sie mittlerweile eine eigene offizielle Internetpräsenz besitzt. Da weitere Aufträge folgten, war sie genötigt, das Fotostudio endgültig zu verkaufen.
Nachdem sie zunächst unter ihrem Künstlernamen Eva in Erscheinung trat, verwendete sie nach den ersten Erfolgen bei späteren Produktionen ihren richtigen Namen. Es folgten Veröffentlichungen in bekannten Magazinen:
- Hustler (Centerfold der ersten tschechischen Ausgabe)
- Perfect Ten (Sommer und Herbst 1998)
- Playboy Spezialausgabe “Voluptuous Vixens” (Covergirl, Herbst 2001)
- Penthouse.

Veronika Zemanová behauptete, sie wollte nie Aufnahmen von sich machen lassen, die sie mit Männern zeigen, woran sie sich nicht hielt. Ende 2000 ließ Zemanová eine Brustvergrößerung durchführen.
Neben ihrer Karriere als Erotik-Model nahm Zemanová 2002 eine neue Interpretation des Kraftwerk-Hits Das Model mit dem Titel The Model auf. Der Titel ist nicht offiziell herausgebracht worden. Nach ihrer Heirat am 12. November 2003 zog sie sich Anfang 2004 vorübergehend aus dem Erotikgeschäft zurück. Sie heiratete den deutschen Geschäftsmann Francis Oswald Urs Schnetzler. 2005 drehte Jayson Rothwell den Spielfilm Zemanovaload über Veronika Zemanová.

## Filmografie
- Schulhofmösen (1997)
- Danni Presents Veronika Zemanova (2002)
- Naughty Pinups (2002)
- May Girls of IVOLT (2002)
- Busty Naturals (2002)
- Erotic Idols (2002)
- JB Panthyhose & Stocking Tease (2002)
- The Ball (2003)
- Pajama Playtime (2003)
- Quick Strips: Blondes Tease, Brunettes Please (2004)
- International Beauties (2004)
- Actiongirls Vol. 1 (2005)
- FHM Adult Entertainment 2006 (2005)
- Actiongirls Vol. 4 (2007)
- Big Bad Busty Brittney and Her Bodacious Friends (2007)
- Actiongirls Vol. 5 (2008)
- Actiongirls Vol. 6 (2009)
- Actiongirls Vol. 7 (2010)